# San Giovanni a Teduccio
San Giovanni a Teduccio (San Giuanne, en napolitano) es un barrio de la ciudad de Nápoles, en Italia. Forma parte de la Municipalità 6 junto a Barra y Ponticelli.
Situado en la zona este de la ciudad, limita con los siguientes barrios: al norte con Barra, al oeste con Zona Industriale. Al sur está bañado por las aguas del Golfo de Nápoles, mientras que al este limita con los municipios de San Giorgio a Cremano y Portici.
Tiene una superficie de 2,35 km² y una población de 23.839 habitantes.

## Etimología

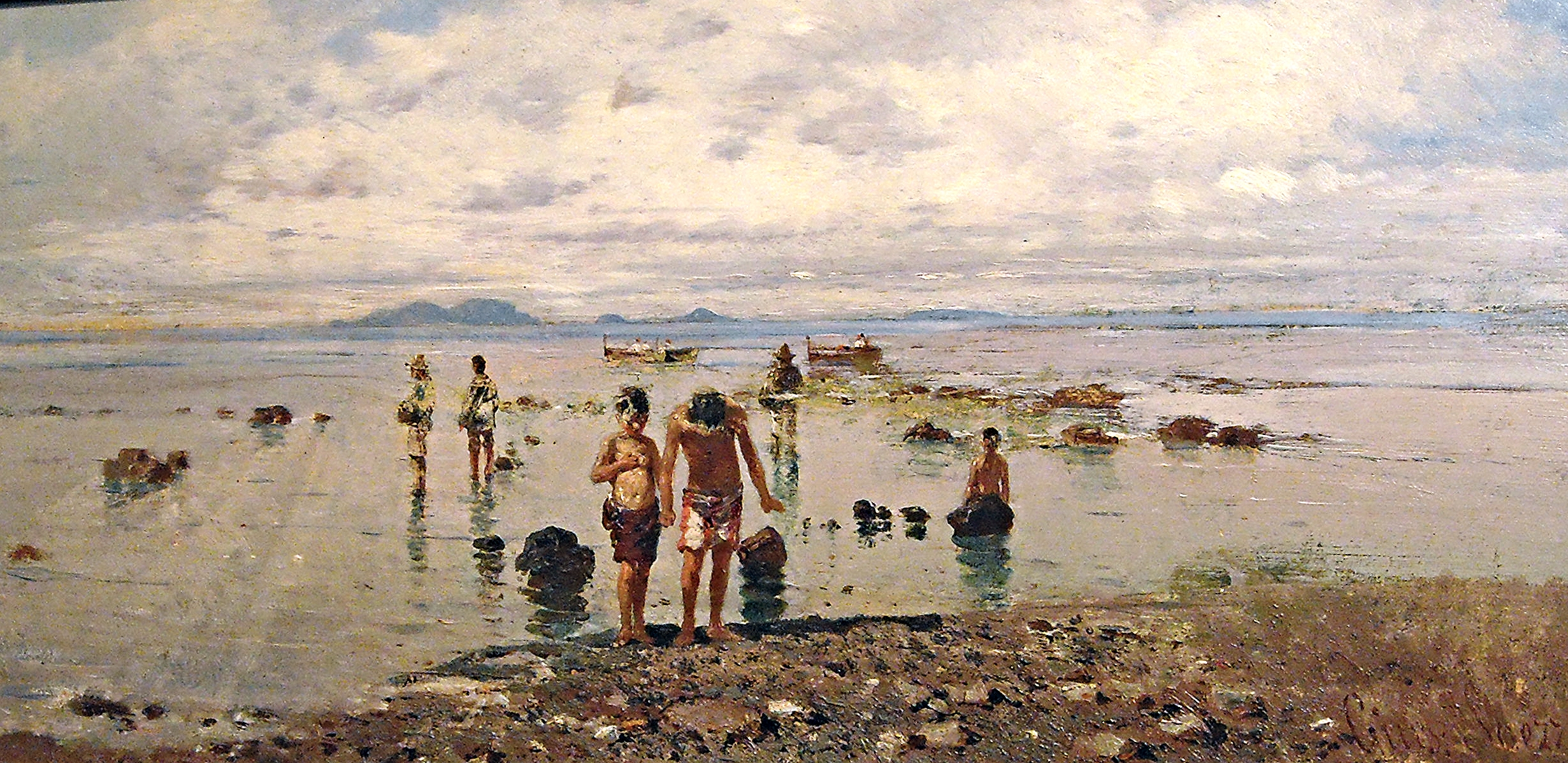
Giovanni Laezza, Spiaggia di San Giovanni a Teduccio Napoli (alrededor de 1883).

El topónimo deriva del nombre de San Juan el Bautista, cuyo culto es muy antiguo en la zona: según la tradición, en el siglo VI algunos pescadores locales encontraron una estatua de mármol del santo, que fue objeto de una fuerte devoción.
Por lo que concierne Teduccio, según algunos estudiosos en el distrito de Pazzigno surgía una villa romana perteneciente a Pulqueria Teodosia, hija de Teodosio I el Grande. Debido a ello, la zona empezó a llamarse ad Theodociam y luego San Giovanni a Theodocia, convirtiéndose, con el paso del tiempo, en San Giovanni a Teduccio.

## Historia
San Giovanni a Teduccio fue un casale y luego un municipio autónomo, hasta que fue incorporado a la ciudad de Nápoles en 1926.

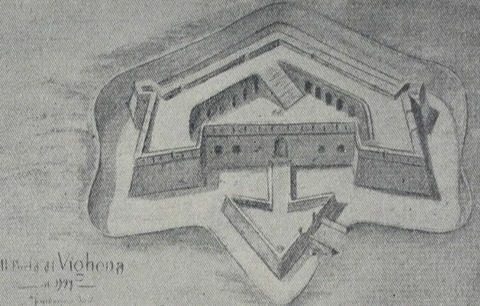
Fuerte de Vigliena en la época de la República Napolitana de 1799.

A principios del siglo XVIII, durante el virreinato de Juan Manuel Fernández Pacheco, marqués de Villena, fue construido el Fuerte de Vigliena (italianización de "Villena"), que el 13 de junio de 1799 fue escenario de una batalla entre partidarios de la República Napolitana y sanfedistas. Hoy es monumento nacional.
A lo largo el siglo XVIII, se construyeron varias villas vesubianas del Miglio d'oro.
En 1840, se fundó el Reale Opificio Borbonico di Pietrarsa, la primera fábrica italiana de locomotoras, carriles y material rodante, que ahora se ha convertido en el Museo Nacional del Ferrocarril de Pietrarsa.
Después de la Segunda Guerra Mundial, el barrio fue sede de numerosas industrias y se expandió mediante la edificación de grandes complejos residenciales, como el Rione Nuova Villa.
En 2015, fue inaugurado un importante polo tecnológico de la Universidad de Nápoles Federico II, sede de Academias de empresas nacionales e internacionales en materia de innovación como Apple, Deloitte, Cisco, TIM y Ferrovie dello Stato Italiane.

## Monumentos y sitios de interés

### Villas delMiglio d'oro
- Villa Cristina (Corso San Giovanni n. 879)
- Villa Faraone (Corso San Giovanni n. 1076)
- Villa Papa (Corso San Giovanni n. 889)
- Villa Paudice (Corso San Giovanni n. 893)
- Villa Percuoco (Corso San Giovanni n. 901)
- Palazzo Procaccini (Corso San Giovanni n. 711)
- Villa Raiola Scarinzi (Corso San Giovanni n. 732)
- Villa Vignola (via Comunale Lieto n. 14)
- Villa Vittoria (Corso San Giovanni n. 752)
- Villa Volpicelli I (Corso San Giovanni n. 827)
- Villa Volpicelli II (Corso San Giovanni n. 835)

### Edificios religiosos
- Chiesa di San Giovanni Battista
- Chiesa dell'Assunta in Cielo

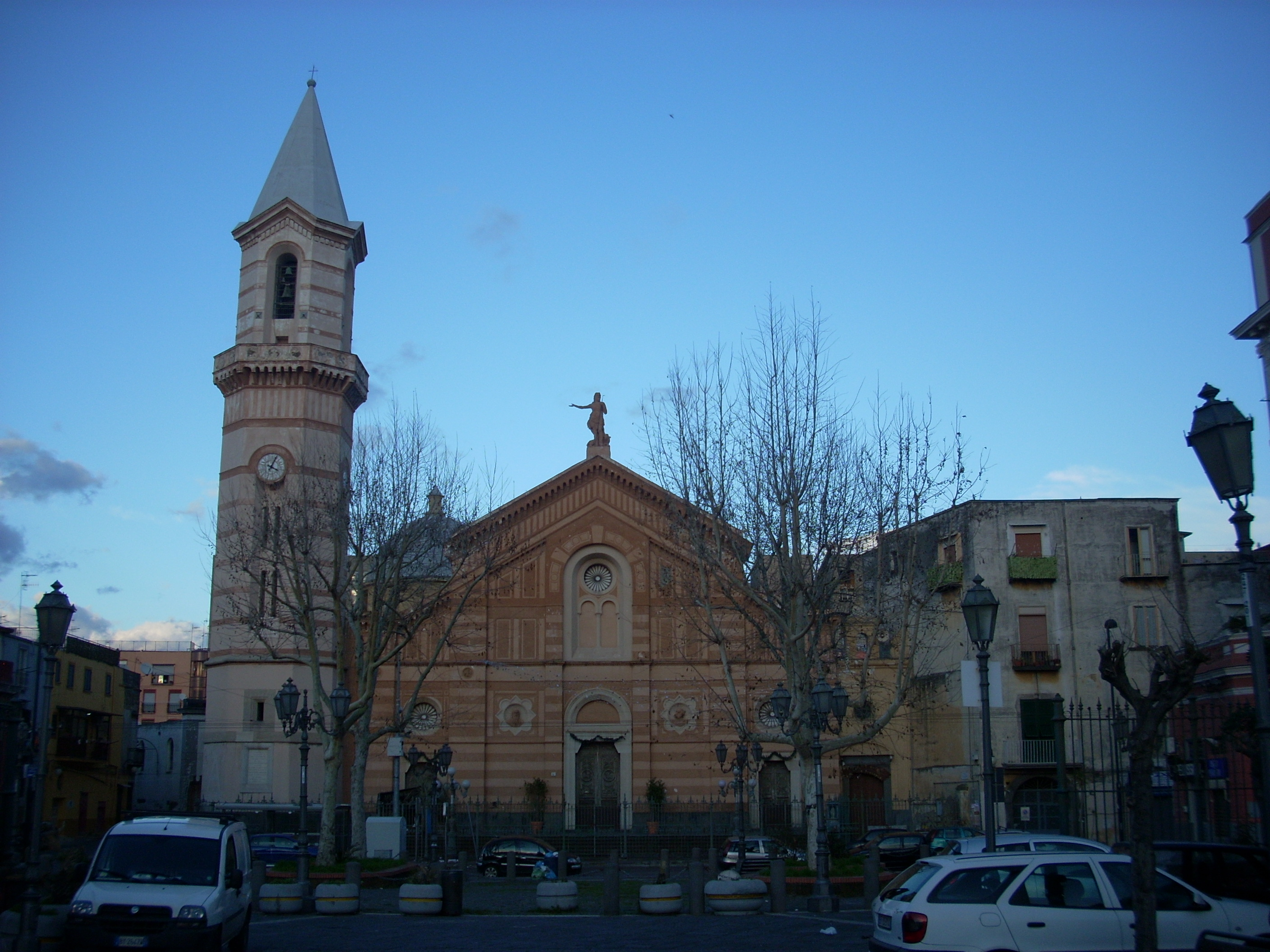
Iglesia de San Giovanni Battista.

- Chiesa dell'Incoronata Madre di Consolazione
- Chiesa di Maria Santissima dell'Immacolata

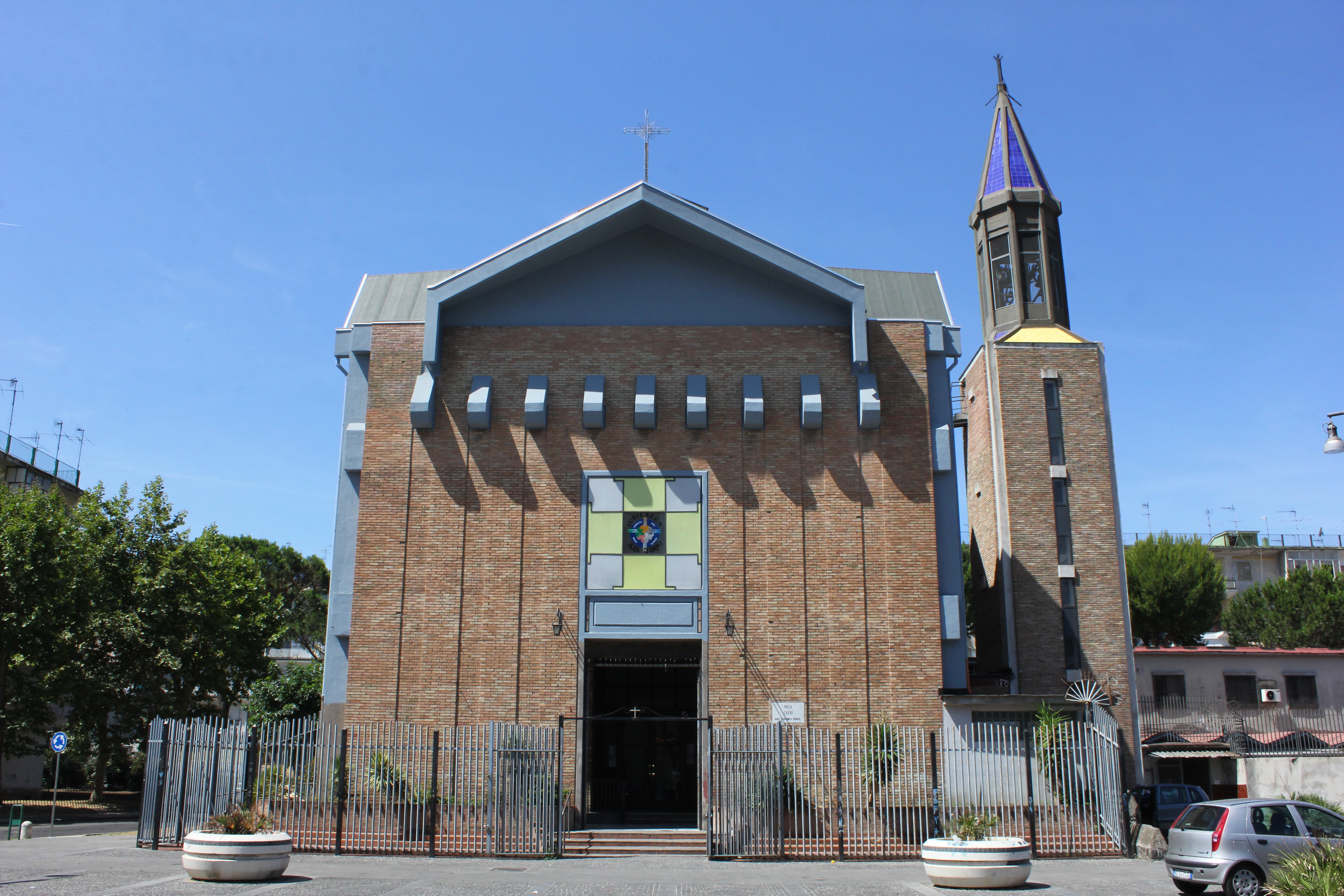
Iglesia de San Giuseppe e Madonna di Lourdes.

- Chiesa di San Giuseppe e Madonna di Lourdes
- Chiesa di Santa Maria del Soccorso

- Chiesa di Santa Maria del Carmine
- Chiesa di Santa Maria delle Grazie
- Chiesa delle Suore Teatine
- Cappella del Santissimo Rosario

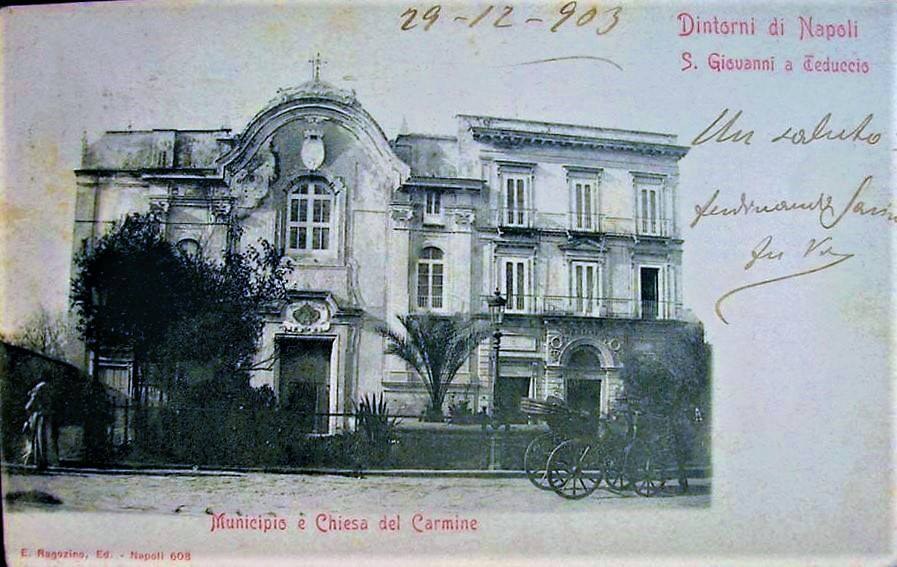
Iglesia de Santa Maria del Carmine.

- Istituto Suore Francescane Missionarie di Santa Chiara
- Fondazione Famiglia di Maria
- Oratorio della Congrega dell'Ave Gratia Plena

### Otros

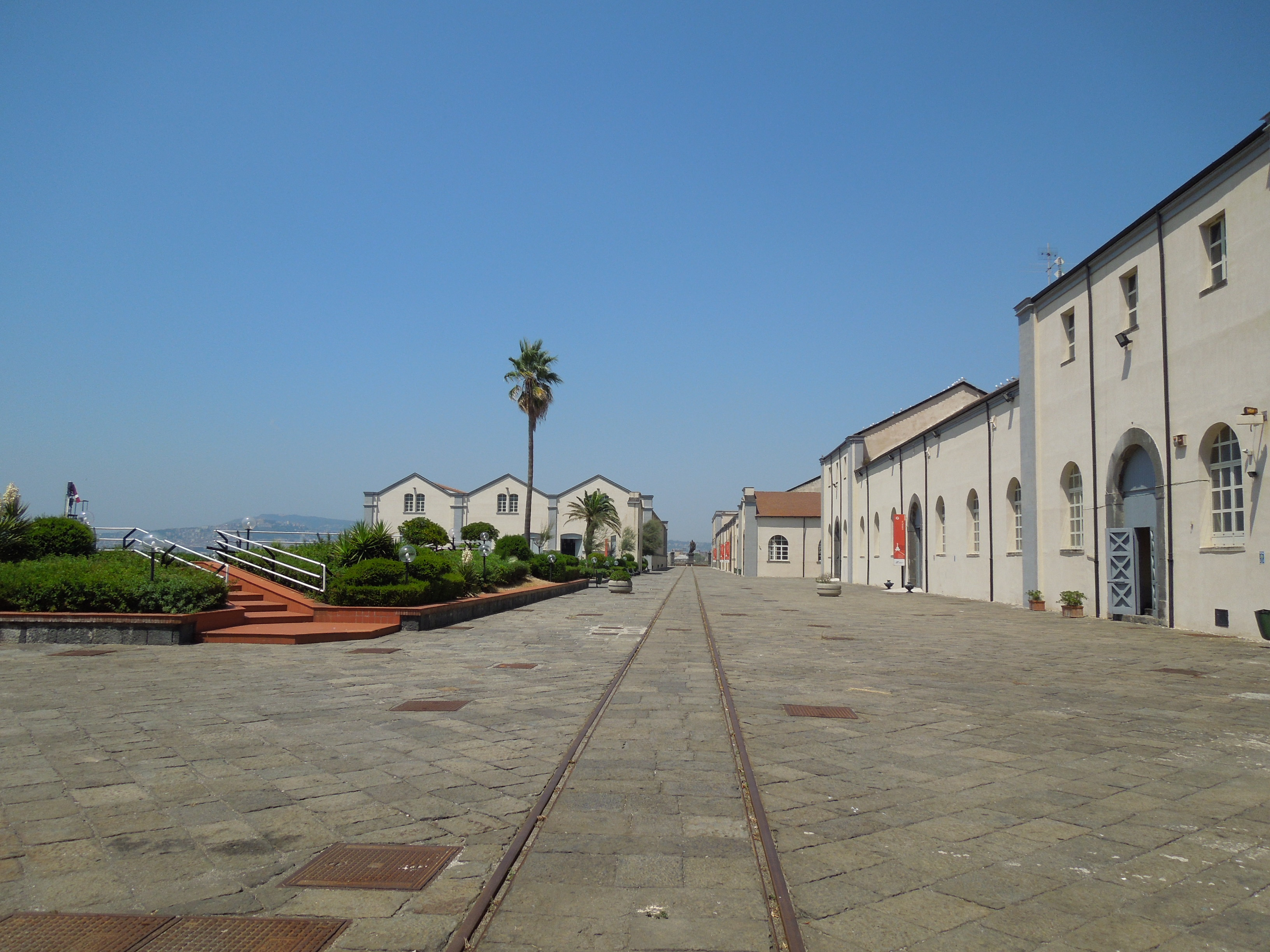
Museo Nacional del Ferrocarril de Pietrarsa.

- Museo Nacional del Ferrocarril de Pietrarsa
- Fuerte de Vigliena
- Los murales más grandes del mundo dedicados a Diego Armando Maradona[14] y el Che Guevara, obras del artista napolitano Jorit[15]
- Parque "Massimo Troisi"
- Cementerio de San Giovanni a Teduccio

## Transporte
En San Giovanni a Teduccio se encuentra el cinturón vial que conecta la Tangenziale di Napoli (Autopista A56) con la Autopista A3. Los ejes principales son el Corso San Giovanni a Teduccio y el Corso Nicolangelo Protopisani.
El barrio es servido por la estación San Giovanni-Barra de Trenitalia y la San Giovanni a Teduccio de la línea férrea Circumvesuviana. También dan servicio las líneas de autobús y tranvía de ANM